# Trachylepis
Trachylepis – rodzaj jaszczurek z podrodziny Mabuyinae w rodzinie scynkowatych (Scincidae).

## Zasięg występowania
Rodzaj obejmuje gatunki występujące w Afryce, południowo-zachodniej Azji (Jemen, Arabia Saudyjska, Oman, Zjednoczone Emiraty Arabskie) i u wschodnich wybrzeży Ameryki Południowej (na należącym do Brazylii archipelagu Fernando de Noronha). 

## Systematyka

### Etymologia
Trachylepis: gr. τραχυς trakhus „szorstki, chropowaty”; λεπις lepis, λεπιδος lepidos „łuska, płytka”, od λεπω lepō „łuszczyć”.

### Podział systematyczny
Do rodzaju należą następujące gatunki: 

- Trachylepis acutilabris (Peters, 1862)
- Trachylepis adamastor Ceriaco, 2015
- Trachylepis affinis (Gray, 1839)
- Trachylepis albilabris (Hallowell, 1857)
- Trachylepis albopunctata (Bocage, 1867)
- Trachylepis albotaeniata (Boettger, 1913)
- Trachylepis ansorgii (Boulenger, 1907)
- Trachylepis atlantica (Schmidt, 1945)
- Trachylepis attenboroughi Ceríaco, Marques, Parrinha, Tiutenko, Weinell, Butler & Bauer, 2024
- Trachylepis aureogularis (Müller, 1885)
- Trachylepis aureopunctata (Grandidier, 1867)
- Trachylepis bayonii (Bocage, 1872)
- Trachylepis bensonii (Peters, 1867)
- Trachylepis betsileana (Mocquard, 1906)
- Trachylepis binotata (Bocage, 1867)
- Trachylepis bocagii (Boulenger, 1887)
- Trachylepis boehmei Koppetsch, 2020
- Trachylepis boettgeri (Boulenger, 1887)
- Trachylepis boulengeri (Sternfeld, 1911)
- Trachylepis bouri Ceríaco, Marques, Parrinha, Tiutenko, Weinell, Butler & Bauer, 2024
- Trachylepis brauni (Tornier, 1902)
- Trachylepis brevicollis (Wiegmann, 1837)
- Trachylepis buettneri (Matschie, 1893)
- Trachylepis capensis (Gray, 1831)
- Trachylepis casuarinae (Broadley, 1974)
- Trachylepis chimbana (Boulenger, 1887)
- Trachylepis comorensis (Peters, 1854)
- Trachylepis cristinae Sindaco, Metallinou, Pupin, Fasola & Carranza, 2012
- Trachylepis damarana (Peters, 1870)
- Trachylepis depressa (Peters, 1854)
- Trachylepis dichroma Günther, Whiting & Bauer, 2005
- Trachylepis dumasi (Nussbaum & Raxworthy, 1995)
- Trachylepis elegans (Peters, 1854)
- Trachylepis farooqii Barbosa, Parrinha, Marques, Harun, Sousa-Recoder, Sena, Bila, Ineich, Fernandes, Passos, Rodrigues & Ceríaco, 2025
- Trachylepis ferrarai (Lanza, 1978)
- Trachylepis gonwouoi Allen, Tapondjou, Welton & Bauer, 2017
- Trachylepis gravenhorstii (Duméril & Bibron, 1839)
- Trachylepis hemmingi (Gans, Laurent & Pandit, 1965)
- Trachylepis hilariae Ceríaco, Marques, Parrinha, Tiutenko, Weinell, Butler & Bauer, 2024
- Trachylepis hildebrandtii (Peters, 1874)
- Trachylepis hoeschi (Mertens, 1954)
- Trachylepis homalocephala (Wiegmann, 1828)
- Trachylepis huilensis (Laurent, 1964)
- Trachylepis infralineata (Boettger, 1913)
- Trachylepis irregularis (Lönnberg, 1922)
- Trachylepis keroanensis (Chabanaud, 1921)
- Trachylepis lacertiformis (Peters, 1854)
- Trachylepis laevigata (Peters, 1869)
- Trachylepis laevis (Boulenger, 1907)
- Trachylepis langheldi (Sternfeld, 1917)
- Trachylepis lavarambo (Nussbaum & Raxworthy, 1998)
- Trachylepis loluiensis Kingdon & Spawls, 2010
- Trachylepis maculata (Gray, 1839)
- Trachylepis maculilabris (Gray, 1845)
- Trachylepis madagascariensis (Mocquard, 1908)
- Trachylepis makolowodei Chirio, Ineich, Schmitz & Lebreton, 2008
- Trachylepis margaritifer (Peters, 1854)
- Trachylepis megalura (Peters, 1878)
- Trachylepis mekuana (Chirio & Ineich, 2001)
- Trachylepis mlanjensis (Loveridge, 1953)
- Trachylepis nancycoutuae (Nussbaum & Raxworthy, 1998)
- Trachylepis nganghae Ineich & Chirio, 2004
- Trachylepis notabilis (Peters, 1879)
- Trachylepis occidentalis (Peters, 1867)
- Trachylepis ovahelelo Ceríaco, Marques, Parrinha, Tiutenko, Weinell, Butler & Bauer, 2024
- Trachylepis ozorii (Bocage, 1893)
- Trachylepis paucisquamis (Hoogmoed, 1978)
- Trachylepis pendeana (Ineich & Chirio, 2001)
- Trachylepis perrotetii (Duméril & Bibron, 1839)
- Trachylepis planifrons (Peters, 1878)
- Trachylepis polytropis (Boulenger, 1903)
- Trachylepis pulcherrima (de Witte, 1953)
- Trachylepis punctatissima (Smith, 1849)
- Trachylepis punctulata (Bocage, 1872)
- Trachylepis quinquetaeniata (Lichtenstein, 1823)
- Trachylepis raymondlaurenti Marques, Ceríaco, Bandeira, Pauwels & Bauer, 2019
- Trachylepis rodenburgi (Hoogmoed, 1974)
- Trachylepis sechellensis (Duméril & Bibron, 1839)
- Trachylepis socotrana (Peters, 1882)
- Trachylepis sparsa (Mertens, 1954)
- Trachylepis spilogaster (Peters, 1882)
- Trachylepis striata (Peters, 1844)
- Trachylepis sulcata (Peters, 1867)
- Trachylepis suzanae Ceríaco, Marques, Parrinha, Tiutenko, Weinell, Butler & Bauer, 2024
- Trachylepis tandrefana (Nussbaum, Raxworthy & Ramanamanjato, 1999)
- Trachylepis tavaratra (Ramanamanjato, Nussbaum & Raxworthy, 1999)
- Trachylepis tessellata (Anderson, 1895)
- Trachylepis thomensis Ceríaco, Marques & Bauer, 2016
- Trachylepis varia (Peters, 1867)
- Trachylepis variegata (Peters, 1870)
- Trachylepis vato (Nussbaum & Raxworthy, 1994)
- Trachylepis vezo (Ramanamanjato, Nussbaum & Raxworthy, 1999)
- Trachylepis volamenaloha (Nussbaum, Raxworthy & Ramanamanjato, 1999)
- Trachylepis vunongue Ceríaco, Marques, Parrinha, Tiutenko, Weinell, Butler & Bauer, 2024
- Trachylepis wahlbergii (Peters, 1870)
- Trachylepis wilsoni Ceríaco, Marques, Parrinha, Tiutenko, Weinell, Butler & Bauer, 2024
- Trachylepis wingati (Werner, 1908)
- Trachylepis wrightii (Boulenger, 1887)